# كيسانغاني
كيسانغاني (بالإنجليزية: Kisangani)‏ هي عاصمة المقاطعة الشرقية في جمهورية الكونغو الديمقراطية. وتعتبر ثالث أكبر مدينة حضرية في البلاد وأكبر مدينة تقع في الغابات الاستوائية في الكونغو، كما أنها المدينة الأكثر اكتظاظاً بالسكان في المحافظات
الشمالية من جمهورية الكونغو الديمقراطية.وكانت كيسانغاني الصفحة الرئيسية للسياسيين تأثيراً، بما في ذلك البطل القومي باتريس لومومبا إيمري، أول رئيس وزراء للبلاد.

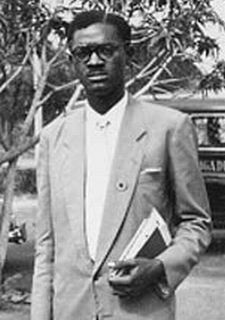
باتريس لومبو

## المناخ
يظهر الجدول التالي التغييرات المناخية على مدار السنة لكيسانغاني:
| البيانات المناخية لـكيسانغاني        | البيانات المناخية لـكيسانغاني | البيانات المناخية لـكيسانغاني | البيانات المناخية لـكيسانغاني | البيانات المناخية لـكيسانغاني | البيانات المناخية لـكيسانغاني | البيانات المناخية لـكيسانغاني | البيانات المناخية لـكيسانغاني | البيانات المناخية لـكيسانغاني | البيانات المناخية لـكيسانغاني | البيانات المناخية لـكيسانغاني | البيانات المناخية لـكيسانغاني | البيانات المناخية لـكيسانغاني | البيانات المناخية لـكيسانغاني |
| الشهر                                | يناير                         | فبراير                        | مارس                          | أبريل                         | مايو                          | يونيو                         | يوليو                         | أغسطس                         | سبتمبر                        | أكتوبر                        | نوفمبر                        | ديسمبر                        | المعدل السنوي                 |
| ------------------------------------ | ----------------------------- | ----------------------------- | ----------------------------- | ----------------------------- | ----------------------------- | ----------------------------- | ----------------------------- | ----------------------------- | ----------------------------- | ----------------------------- | ----------------------------- | ----------------------------- | ----------------------------- |
| الدرجة القصوى °م (°ف)                | 36 (97)                       | 36 (97)                       | 36 (97)                       | 35 (95)                       | 34 (93)                       | 34 (93)                       | 33 (91)                       | 33 (91)                       | 34 (93)                       | 34 (93)                       | 35 (95)                       | 35 (95)                       | 36 (97)                       |
| متوسط درجة الحرارة الكبرى °م (°ف)    | 31 (88)                       | 31 (88)                       | 31 (88)                       | 31 (88)                       | 31 (88)                       | 30 (86)                       | 29 (84)                       | 28 (82)                       | 29 (84)                       | 30 (86)                       | 29 (84)                       | 30 (86)                       | 30.0 (86.0)                   |
| المتوسط اليومي °م (°ف)               | 26 (79)                       | 26 (79)                       | 26 (79)                       | 26 (79)                       | 26 (79)                       | 25.5 (77.9)                   | 24 (75)                       | 24 (75)                       | 24.5 (76.1)                   | 25 (77)                       | 24.5 (76.1)                   | 25 (77)                       | 25.2 (77.4)                   |
| متوسط درجة الحرارة الصغرى °م (°ف)    | 21 (70)                       | 21 (70)                       | 21 (70)                       | 21 (70)                       | 21 (70)                       | 21 (70)                       | 19 (66)                       | 20 (68)                       | 20 (68)                       | 20 (68)                       | 20 (68)                       | 20 (68)                       | 20.4 (68.7)                   |
| أدنى درجة حرارة °م (°ف)              | 17 (63)                       | 18 (64)                       | 17 (63)                       | 18 (64)                       | 18 (64)                       | 18 (64)                       | 17 (63)                       | 17 (63)                       | 17 (63)                       | 18 (64)                       | 18 (64)                       | 16 (61)                       | 16 (61)                       |
| معدل هطول الأمطار مم (إنش)           | 53 (2.1)                      | 84 (3.3)                      | 178 (7.0)                     | 158 (6.2)                     | 137 (5.4)                     | 114 (4.5)                     | 132 (5.2)                     | 165 (6.5)                     | 183 (7.2)                     | 218 (8.6)                     | 198 (7.8)                     | 84 (3.3)                      | 1٬620 (63.8)                  |
| ساعات سطوع الشمس الشهرية             | 187                           | 170                           | 187                           | 180                           | 187                           | 150                           | 124                           | 125                           | 150                           | 186                           | 150                           | 155                           | 1٬951                         |
| المصدر: BBC Weather Centre Kisangani |                               |                               |                               |                               |                               |                               |                               |                               |                               |                               |                               |                               |                               |

## أعلام
- بيكو بوتووامونغو
- شانسيل مبيمبا
- باول كارلسون
- جاك بورليه
- جيان كاسوسولا